# Coccidioză
Coccidioza este o maladie foarte răspândită printre mamifere și păsări, foarte gravă. Netratată produce pierderi economice însemnate printre animalele: bovine, oi, iepuri și fazan, păsările de casă în special dintre astea din urmă. Această boală se datorește infecției cu diferite specii de  Eimeria, dintre care cităm E. tenella, E. brunetti, E. necatrix, E. acervulina, specii care atacă cu deosebire păsările de curte, în special puii de găină. De asemenea puii de curcă, sunt foarte sensibili la unele specii de Eimeria.
Medicamentele cele mai active față de aceaste boli sunt sulfamidele și antagoniștii acidului p-aminobenzoic. 
Sulfamidele se utilizează sub formă de săruri de sodiu, solubile și se administrează odată cu apa de băut. Sarea de sodiu 
cunoscută sub denumire de Embasin, Aviochina, Sulfaquinoxaline (conține Sulfachinoxalină) este foarte solubilă în apă; soluția de 1% are un pH în jur de 10 (alcalină). Excelent medicament pentru combaterea coccidiozei.